# Mops midas
Mops midas é uma espécie de morcego da família Molossidae. Pode ser encontrada na África subsaariana, Madagascar e península arábica.